# Matilda di Quedlinburg
Matilda, nota anche come Mathilda e Mathilde, (955 – Abbazia di Quedlinburg, dicembre 999) fu la prima principessa-badessa di Quedlinburg.

## Biografia
Era la figlia di Ottone I, imperatore del Sacro Romano Impero, e della sua seconda moglie, Adelaide d'Italia. Era dunque membro della dinastia ottoniana.
Sua nonna Santa Matilde fondò l'abbazia di Quedlinburg nel 936. Nel mese di aprile 966, in una splendida cerimonia organizzata dal padre, l'undicenne Matilde, nipote e omonima della santa, venne eletta suae metropolitanae sibi haereditariae.
Ricevette a Quedlinburg, una ricca abbazia dotata di Ottone I del privilegio di immediatezza, un'educazione molto sofisticata. Quedlinburg fu un capitolo di donne dell'alta nobiltà, un Frauenstift, in cui le canonichesse iniziavano le ragazze dell'alta nobiltà a lettere e arti. Gli oneri politici e religiosi di Matilda durante la sua vita e la saggezza che i cronisti contemporanei le attribuiscono, sono una testimonianza della sua educazione di famiglia nobile.

### Badessa di Quedlinburg e il governo della Germania
Un anno dopo la sua nomina a badessa, quando suo padre partì nel 967 assieme Ottone II, all'epoca ancora un bambino, per la campagna in Italia, Matilda fu l'unico membro della famiglia ottoniana a vivere a nord delle Alpi: essa quindi, quando aveva solo undici anni, assume su di sé il governo della Germania, governando dalla sua sede abbaziale. Durante il suo mandato tenne un sinodo a Dornberg. Durante questi anni, Vitichindo di Corvey gli dedicò la sua Gesta dei Sassoni, nella cui prefazione esalta la saggezza di Matilde. Nel 972, sentendo che il suo potere diminuiva a nord delle Alpi, Ottone I tornò in Germania per radunare tutti i vescovi in un sinodo a Ingelheim e distribuire le diocesi vacanti, oggetti dell'avidità dell'aristocrazia e generatrici di tensioni. Riunì per la festa di Pasqua tutti i grandi laici del regno in una dieta a Quedlinburg, abbazia di Matilde e luogo in cui furono sepolti i genitori.

### Sotto il regno di suo fratello
Svolse anche un ruolo politico durante i primi anni del regno di suo fratello Ottone II: ricevette da lui diverse donazioni visitò regolarmente la corte imperiale. Nel 978, tuttavia, seguì sua madre Adelaide di Borgogna in Italia, forse a seguito di una lite con Ottone II e sua moglie Teofano. Sembra esserci stata una riconciliazione nel 981, quando Adelaide, Matilde, Ottone e Teofano celebrarono insieme la Pasqua a Roma. Alla morte di Ottone II nel dicembre del 983, Adelaide, Teofano e Matilde erano in Italia. Ritornarono in Germania l'anno successivo e combatterono contro Enrico il Litigioso, cugino di Ottone III, che aveva sequestrato questo, all'epoca un bambino di tre anni, cercando di ascendere al trono. Nel 984 Matilde presiedette una dieta imperiale nella sua abbazia per porre fine all'usurpazione e far eleggere suo nipote al trono imperiale. Matilde, l'imperatrice Adelaide e l'imperatrice Teofano diventarono quindi reggenti e garanti del giovane sovrano. Un cronista contemporaneo ha descritto la sua reggenza caratterizzata "dall'assenza di leggerezza femminile". Enrico si sottomise alle tre donne nel 985 a Francoforte. Poco dopo, Matilde guidò personalmente un esercito contro i barbari e li sconfisse.

### Un parziale ritiro della vita politica e morte
Matilde successivamente si ritirò dal potere e forse tornò a Quedlinburg, dove eresse un monastero per la salvezza dell'anima di Ottone II nel 986. Tornò in politica dopo la morte della cognata Teofano nel 991. Successivamente partecipò al governo imperiale, elesse il suo candidato al vescovato di Cambrai nel 995 (contro il candidato di Sofia, sorella dell'imperatore) ed esercitò il potere in assenza di Ottone III. Ella affrontò il rapimento di Liudgarda, figlia di Eccardo I di Meissen e di Schwanehilde (Suanilde), figlia a sua volta del duca Ermanno di Sassonia, da parte di Guarniero/Werner di Walbeck. Matilde morì nel 999, poche settimane prima di sua madre, e venne sepolta nella sua abbazia. Il suo epitaffio, conservato a Quedlinburg, gli conferisce il titolo di matricia, versione femminile del titolo di patrizio rimesso in voga da Ottone III. Succedette come badessa di Quedlinburg, Adelaide, una sorella di Ottone III, su richiesta di Adelaide d'Italia.

## Ascendenza
|                        |                       |                         | Genitori                |  |  | Nonni |  |  | Bisnonni            |  |  | Trisnonni            |  |
|                        |                       |                         |                         |  |  |       |  |  | Ottone I l'Illustre |  |  | Liudolfo di Sassonia |  |
|                        |                       |                         |                         |  |  |       |  |  | Ottone I l'Illustre |  |  | Liudolfo di Sassonia |  |
|                        |                       | Oda Billung             |                         |  |  |       |  |  | Ottone I l'Illustre |  |  |                      |  |
| Enrico l'Uccellatore   |                       |                         |                         |  |  |       |  |  | Ottone I l'Illustre |  |  |                      |  |
|                        |                       | Edvige di Babenberg     | Enrico di Franconia     |  |  |       |  |  |                     |  |  |                      |  |
|                        |                       | Edvige di Babenberg     | Enrico di Franconia     |  |  |       |  |  |                     |  |  |                      |  |
|                        |                       | Edvige di Babenberg     | Ingeltrude              |  |  |       |  |  |                     |  |  |                      |  |
| Ottone I di Sassonia   |                       | Edvige di Babenberg     |                         |  |  |       |  |  |                     |  |  |                      |  |
|                        |                       | Teodorico di Ringelheim | Reginhart di Ringelheim |  |  |       |  |  |                     |  |  |                      |  |
|                        |                       | Teodorico di Ringelheim | Reginhart di Ringelheim |  |  |       |  |  |                     |  |  |                      |  |
|                        |                       | Teodorico di Ringelheim | Matilda                 |  |  |       |  |  |                     |  |  |                      |  |
| Matilde di Ringelheim  |                       | Teodorico di Ringelheim |                         |  |  |       |  |  |                     |  |  |                      |  |
|                        |                       | Reinilde di Godefrid    | -                       |  |  |       |  |  |                     |  |  |                      |  |
|                        |                       | Reinilde di Godefrid    | -                       |  |  |       |  |  |                     |  |  |                      |  |
|                        |                       | Reinilde di Godefrid    | -                       |  |  |       |  |  |                     |  |  |                      |  |
| Matilda di Quedlinburg |                       | Reinilde di Godefrid    |                         |  |  |       |  |  |                     |  |  |                      |  |
|                        | Rodolfo I di Borgogna | Corrado II di Borgogna  |                         |  |  |       |  |  |                     |  |  |                      |  |
|                        | Rodolfo I di Borgogna | Corrado II di Borgogna  |                         |  |  |       |  |  |                     |  |  |                      |  |
|                        | Rodolfo I di Borgogna | Waldrada                |                         |  |  |       |  |  |                     |  |  |                      |  |
| Rodolfo II di Borgogna | Rodolfo I di Borgogna |                         |                         |  |  |       |  |  |                     |  |  |                      |  |
|                        |                       | Willa di Provenza       | Bosone I di Provenza    |  |  |       |  |  |                     |  |  |                      |  |
|                        |                       | Willa di Provenza       | Bosone I di Provenza    |  |  |       |  |  |                     |  |  |                      |  |
|                        |                       | Willa di Provenza       | -                       |  |  |       |  |  |                     |  |  |                      |  |
| Adelaide di Borgogna   |                       | Willa di Provenza       |                         |  |  |       |  |  |                     |  |  |                      |  |
|                        |                       | Burcardo II di Svevia   | Burcardo I di Svevia    |  |  |       |  |  |                     |  |  |                      |  |
|                        |                       | Burcardo II di Svevia   | Burcardo I di Svevia    |  |  |       |  |  |                     |  |  |                      |  |
|                        |                       | Burcardo II di Svevia   | Liutgarda di Sassonia   |  |  |       |  |  |                     |  |  |                      |  |
| Berta di Svevia        |                       | Burcardo II di Svevia   |                         |  |  |       |  |  |                     |  |  |                      |  |
|                        |                       | Regelinda               | Eberardo I              |  |  |       |  |  |                     |  |  |                      |  |
|                        |                       | Regelinda               | Eberardo I              |  |  |       |  |  |                     |  |  |                      |  |
|                        |                       | Regelinda               | -                       |  |  |       |  |  |                     |  |  |                      |  |
|                        |                       | Regelinda               |                         |  |  |       |  |  |                     |  |  |                      |  |